# Операційний день
Операційний день — частина робочого дня банківської установи, регламентована внутрішнім режимом її роботи, у межах якої банківська установа має змогу здійснювати передавання, оброблення та приймання розрахункових документів в електронному вигляді.
Операційний день — частина робочого дня банку або іншої установи — члена платіжної системи, протягом якої приймаються від клієнтів документи на переказ і документи на відкликання та можна, за наявності технічної можливості, здійснити їх обробку, передачу та виконання. Тривалість операційного дня встановлюється банком або іншою установою — членом платіжної системи самостійно та закріплюється в їх внутрішніх нормативних актах. 
Операційний день — частина робочого дня банку або іншої установи — члена платіжної системи, протягом якої приймаються документи на переказ і документи на відкликання та можна за наявності технічної можливості здійснити їх оброблення, передавання та виконання. Тривалість операційного дня встановлюється банком або іншою установою — членом платіжної системи самостійно та зазначається в їх внутрішніх правилах.

## Операційний день депозитарної установи
Операційний день депозитарної установи — визначений Регламентом та/або Внутрішнім положенням про депозитарну діяльність депозитарної установи строк її роботи, протягом якого вона провадить операції з депозитарної діяльності, в тому числі для клірингового депозитарія з розрахунково-клірингової діяльності.

## Термін ОДБ
Інколи термін Операційний день банку (ОДБ) вживається у значенні банківського програмного забезпечення.